# Iain Quarrier
Iain Quarrier (* 12. April 1941 in Montreal), ein kanadischer Schauspieler, wurde durch seine Arbeit mit Roman Polański bei Wenn Katelbach kommt… (1966) und Tanz der Vampire (1967) bekannt.
In Wenn Katelbach kommt verkörperte er den Liebhaber von Françoise Dorléacs Hauptfigur, in Tanz der Vampire gab er den homosexuellen Vampir Herbert von Krolock. Dem Filmregisseur Roman Polański und dessen Ehefrau Sharon Tate stand Quarrier auch privat nahe. Am 8. August 1969, der Nacht vom Mord an Tate und vier weiteren Menschen durch die Manson Family, waren er und Michael Pearson, der (zusammen mit Quarrier) an dem Film Vanishing Point gearbeitet hatte, bei Tate eingeladen. Wegen einer Verzögerung beim Dreh ihres neuesten Films kamen sie aber nicht rechtzeitig in Los Angeles an und entgingen so dem Massaker.
Seine nach den beiden Zusammenarbeiten mit Polański vielversprechende Karriere endete schon nach nur drei weiteren Filmen. 1968 wirkte er als Schauspieler und Produzent an Jean-Luc Godards Film Eins plus Eins mit, der auf dem London Film Festival uraufgeführt werden sollte. Godard war jedoch mit Quarriers Produktion so unzufrieden, dass er vor Beginn der Premiere auf die Bühne trat und den Zuschauern empfahl, ihr Geld zurückzuverlangen. Als die Mehrheit der Zuschauer ablehnte, entbrannte ein hitziger Streit, in dessen Verlauf Godard Quarrier einen Faustschlag versetzte und schwor, nie wieder einen kommerziellen Film zu drehen. Andere Quellen legen nahe, dass auch Tates Tod ein Grund für Quarriers Rückzug aus dem Filmgeschäft war.

„[Iain Quarrier] steht für die goldene Jugend der ‚Swinging Sixties‘ in London, ein glitzernder Bohemien aus dem inneren Kreis wunderschöner Menschen. Er ist der makellose Dandy, der genau verfolgt, was gerade angesagt ist, der großen Wert auf sein Erscheinungsbild legt und sehr gut weiß, wie er wahrgenommen wird, und dabei einen Hauch von verächtlicher, desinteressierter Kühle ausstrahlt.“

Nach Ende der Swinging Sixties wurde es still um Quarrier. In die Schlagzeilen geriet er noch einmal im Jahr 2008, als er Kinder sexuell belästigte und dafür eine Bewährungsstrafe erhielt. Als strafmindernd wurde gewertet, dass er Alkoholiker und am Korsakow-Syndrom erkrankt war. Nach den Angaben verschiedener Internetseiten starb er im Jahr 2016, eine eindeutige Bestätigung hierfür steht aber aus.

## Filmografie
- 1966: Wenn Katelbach kommt… (Cul-de-Sac)
- 1967: Tanz der Vampire (The Fearless Vampire Killers)
- 1967: Separation
- 1968: Eins plus Eins (One Plus One, auch Sympathy for the Devil)
- 1968: Wonderwall